# 김영철 (1976년)
김영철(한국 한자: 金泳澈, 1976년 6월 30일 - )은 대한민국의 축구 지도자 및 은퇴한 선수로서 선수 시절 포지션은 센터백이다.

## 개요
인천광역시 출생으로 부평동중학교, 부평고등학교, 건국대학교를 거쳤다. 중앙에서의 안정된 통솔 능력과 수비 조율로 상대의 공세를 효과적으로 막아내어 '안정된 수비수'로 불린다.

## 클럽 경력
1999년 성남 일화 천마에 입단한 뒤, 2001년과 2002년 성남 일화 천마의 K리그 2연패에 크게 공헌하였다. 2003년 광주 상무 불사조에 입대해 2005년 군복무를 마치고 성남 일화 천마에 복귀하였다. 2006년 K리그 우승, 2007년 K리그 준우승 등에 공헌하였다.
하지만, 2008년 팀의 성적 부진으로 김학범 감독에서 신태용 감독 체제로 전환되면서 팀 개편의 일환으로 전남 드래곤즈로 이적하였다.
2010년 전남을 떠나며 현역에서 물러나는 듯 하였으나 박영수 부천 FC 1995 감독대행의 부름을 받고 부천에 입단하였다.

## 국가대표팀 경력
1997년 6월 14일, 코리아컵에서 가나와의 경기로 A매치 데뷔전을 치렀다. 2006년 FIFA 월드컵에서 뛰었고, A매치 15경기에서 1골을 넣었다.
2002년 아시안게임에 이운재, 이영표와 함께 와일드카드로 선발되었다.

## 경력

### 선수 경력
- 1999년 ~ 2002년  성남 일화 천마
- 2003년 ~ 2004년  광주 상무 불사조 (군복무)
- 2005년 ~ 2008년  성남 일화 천마
- 2009년 ~ 2009년  전남 드래곤즈
- 2010년 ~ 2011년  부천 FC 1995
- 2013년 ~ 2014년  성남 일화 천마 / 성남 FC (코치)
- 2014년  광주 FC (코치)
- 2015년 ~ 현재  성남 FC (코치)

### 국가 대표 경력
- 2002년 아시안 게임 축구 대표 (와일드카드)
- 2006년 FIFA 월드컵 대표

## 수상

### 개인
- 1997년 수비 신인상 수상
- 2005년 K리그 베스트 11 선정
- 2006년 K리그 베스트 11 선정
- 2007년 K리그 대상 특별상 수상

### 클럽

#### 성남 일화 천마
- K리그 우승 3회 (2001년, 2002년, 2006년)
- K리그 준우승 1회 (2007년)
- FA컵 우승 1회 (1999년)
- FA컵 준우승 1회 (2000년)
- 아디다스 컵 우승 1회 (2002년)
- 아디다스 컵 준우승 1회 (2000년)
- 하우젠 컵 준우승 1회 (2006년)
- 대한민국 슈퍼컵 우승 1회 (2002년)
- 대한민국 슈퍼컵 준우승 1회 (2000년)